# Patrowo
Patrowo – wieś w Polsce położona w województwie kujawsko-pomorskim, w powiecie włocławskim, w gminie Baruchowo.
W latach 1975–1998 miejscowość położona była w województwie włocławskim.

## Znani ludzie urodzeni w miejscowości
- Barbara Kwiatkowska-Lass – ur. 1 czerwca 1940, aktorka